# Зелений Кут (Волноваський район)
Зеле́ний Кут — село Великоновосілківської селищної громада Волноваського району Донецької області в Україні.

## Загальні відомості
Село розташоване на правому березі р. Вовча. Відстань до центру громади становить близько 27 км і проходить переважно автошляхом Т 0518.
Землі села межують із територією с. Горіхове Покровського району Донецької області.

## Населення

### Мова
Розподіл населення за рідною мовою за даними перепису 2001 року:
| Мова       | Кількість | Відсоток |
| ---------- | --------- | -------- |
| українська | 54        | 93.1%    |
| російська  | 4         | 6.9%     |
| Усього     | 58        | 100%     |

За даними перепису 2001 року населення села становило 58 осіб, із них 93,1 % зазначили рідною мову українську та 6,9 % — російську.